# Puntate di Volo in diretta
Questa è la lista di episodi del programma televisivo Volo in diretta, condotto da Fabio Volo su Rai 3 dal marzo 2012 al febbraio 2013.

## Prima edizione
| Puntata | Titolo                             | Data           | Telespettatori | Share  |
| ------- | ---------------------------------- | -------------- | -------------- | ------ |
| 1       | La primavera                       | 21 marzo 2012  | 1.156.000      | 8,19%  |
| 2       | Alessandro Baricco                 | 22 marzo 2012  | 494.000        | 3,10%  |
| 3       | La bellezza                        | 23 marzo 2012  | 450.000        | 3,12%  |
| 4       | La coppa                           | 28 marzo 2012  | 1.096.000      | 8,02%  |
| 5       | Il noi                             | 29 marzo 2012  | 551.000        | 3,40%  |
| 6       | La donna                           | 30 marzo 2012  | 482.000        | 3,33%  |
| 7       | La propaganda                      | 3 aprile 2012  | 1.507.000      | 10,54% |
| 8       | Luciana Litizzetto                 | 4 aprile 2012  | 1.601.000      | 10,54% |
| 9       | La Pasqua di Erri De Luca          | 5 aprile 2012  | 442.000        | 2,71%  |
| 10      | Il tempo vola                      | 10 aprile 2012 | 1.226.000      | 8,80%  |
| 11      | Cos'è il tempo                     | 11 aprile 2012 | 944.000        | 5,52%  |
| 12      | Fuori dal tempo                    | 12 aprile 2012 | 502.000        | 3,48%  |
| 13      | C'è poco tempo                     | 13 aprile 2012 | 497.000        | 3,08%  |
| 14      | Bonus                              | 17 aprile 2012 | 965.000        | 7,10%  |
| 15      | Serendipity                        | 18 aprile 2012 | 1.231.000      | 8,26%  |
| 16      | Il potere                          | 19 aprile 2012 | 470.000        | 3,61%  |
| 17      | La liberazione                     | 25 aprile 2012 | 1.027.000      | 6,33%  |
| 18      | I diritti                          | 26 aprile 2012 | 639.000        | 4,12%  |
| 19      | La libertà                         | 27 aprile 2012 | 657.000        | 4,69%  |
| 20      | La crisi                           | 2 maggio 2012  | 1.029.000      | 6,19%  |
| 21      | La crisi economica internazionale  | 3 maggio 2012  | 548.000        | 3,76%  |
| 22      | Giovani e crisi                    | 4 maggio 2012  | 566.000        | 3,84%  |
| 23      | Con Villaggio e Schulz             | 8 maggio 2012  | 1.195.000      | 8,76%  |
| 24      | La violenza sulle donne            | 9 maggio 2012  | 1.203.000      | 8,92%  |
| 25      | La bellezza della parola           | 10 maggio 2012 | 532.000        | 3,83%  |
| 26      | I giovani: costruire il futuro     | 15 maggio 2012 | 852.000        | 5,57%  |
| 27      | Lella Costa e Paolo Villaggio      | 16 maggio 2012 | 1.055.000      | 6,82%  |
| 28      | Mezzo pieno o mezzo vuoto?         | 17 maggio 2012 | 672.000        | 4,30%  |
| 29      | Rallentare                         | 22 maggio 2012 | 1.336.000      | 10,60% |
| 30      | Cacciari e "Pablito" Rossi         | 23 maggio 2012 | 1.140.000      | 7,95%  |
| 31      | Novant'anni di vita e di scienza   | 24 maggio 2012 | 676.000        | 4,18%  |
| 32      | Pippo Baudo                        | 30 maggio 2012 | 1.260.000      | 9,19%  |
| 33      | L'arrivederci di "Volo in diretta" | 31 maggio 2012 | 548.000        | 3,58%  |

## Seconda edizione
| Puntata | Titolo                                       | Data             | Telespettatori | Share  |
| ------- | -------------------------------------------- | ---------------- | -------------- | ------ |
| 1       | Un nuovo "Volo in diretta" sull'attualità    | 9 ottobre 2012   | 1.133.000      | 7,92%  |
| 2       | Fabio Volo clandestino sul camper di Renzi   | 10 ottobre 2012  | 980.000        | 7,27%  |
| 3       | Le sfumature di E. L. James                  | 11 ottobre 2012  | 548.000        | 3,69%  |
| 4       | Obiettivo 5 stelle                           | 16 ottobre 2012  | 1.151.000      | 9,28%  |
| 5       | C'è arte nella cronaca?                      | 17 ottobre 2012  | 1.052.000      | 7,35%  |
| 6       | Il Branduardi "derubato"                     | 18 ottobre 2012  | 623.000        | 4,2%   |
| 7       | Satira e giornalismo                         | 23 ottobre 2012  | 989.000        | 7,55%  |
| 8       | Un futuro albanese                           | 24 ottobre 2012  | 1.035.000      | 7,75%  |
| 9       | I "segreti" dello chef                       | 25 ottobre 2012  | 452.000        | 2,94%  |
| 10      | Che fine ha fatto Pisapia?                   | 30 ottobre 2012  | 1.187.000      | 10,22% |
| 11      | Un rap per Formigoni                         | 31 ottobre 2012  | 1.176.895      | 7,62%  |
| 12      | Baudo e la Sicilia                           | 1º novembre 2012 | 515.000        | 3,33%  |
| 13      | Il voto a stelle e strisce                   | 6 novembre 2012  | 1.173.000      | 9,27%  |
| 14      | La musica secondo Allevi                     | 7 novembre 2012  | 1.149.000      | 8,44%  |
| 15      | Con Emma Marrone                             | 8 novembre 2012  | 467.000        | 3,09%  |
| 16      | Il rapimento di Bersani                      | 13 novembre 2012 | 1.279.000      | 6,36%  |
| 17      | Il segreto di Floris                         | 14 novembre 2012 | 1.352.000      | 9,64%  |
| 18      | Con Bollani e Grandi                         | 15 novembre 2012 | 445.000        | 3%     |
| 19      | Con Umberto Veronesi                         | 20 novembre 2012 | 1.153.000      | 8,41%  |
| 20      | Chi compra Mediaset?                         | 21 novembre 2012 | 1.267.000      | 8,59%  |
| 21      | Donne che comandano                          | 22 novembre 2012 | 485.000        | 2,62%  |
| 22      | Con Daria Bignardi                           | 27 novembre 2012 | 955.000        | 7,4%   |
| 23      | Una serata thriller                          | 28 novembre 2012 | 1.113.000      | 7,33%  |
| 24      | Le sfide di Alex Zanardi                     | 29 novembre 2012 | 511.000        | 3,13%  |
| 25      | Le primarie del PDL                          | 4 dicembre 2012  | 1.354.000      | 10,02% |
| 26      | Quando la TV è cattiva                       | 5 dicembre 2012  | 1.073.000      | 6,97%  |
| 27      | La fine del mondo                            | 6 dicembre 2012  | 567.000        | 3,38%  |
| 28      | Politicamente scorretto                      | 11 dicembre 2012 | 1.097.000      | 8,3%   |
| 29      | L'amore, il sesso e le loro sfumature        | 12 dicembre 2012 | 1.195.000      | 8,27%  |
| 30      | Il festival di San Volo                      | 13 dicembre 2012 | 309.000        | 2,06%  |
| 31      | La cultura annoia?                           | 18 dicembre 2012 | 996.000        | 7,55%  |
| 32      | Volo politico                                | 19 dicembre 2012 | 936.000        | 6,89%  |
| 33      | Comizi d'amore                               | 21 dicembre 2012 | 493.000        | 3,05%  |
| 34      | La par condicio secondo "Volo in Diretta"    | 8 gennaio 2013   | 1.137.000      | 8,18%  |
| 35      | La prigionia di Calevo                       | 9 gennaio 2013   | 1.013.000      | 6,70%  |
| 36      | Il sogno di Luther King                      | 15 gennaio 2013  | 647.000        | 5,24%  |
| 37      | La rassegna stampa secondo "Volo in diretta" | 16 gennaio 2013  | 677.000        | 4,38%  |
| 37      | Il caso Corona                               | 22 gennaio 2013  | 1.224.000      | 8,24%  |
| 38      | Social network e dintorni                    | 23 gennaio 2013  | 874.000        | 6,04%  |
| 40      | I misteri del Tg3                            | 29 gennaio 2013  | 1.103.000      | 7,23%  |
| 41      | Un delitto risolto                           | 30 gennaio 2013  | 1.218.000      | 7,90%  |
| 42      | Matrimonio all'italiana                      | 5 febbraio 2013  | 852.000        | 6,26%  |
| 43      | L'ultimo "Volo in diretta"? A Parigi         | 6 febbraio 2013  | 740.000        | 5,34%  |